# Som, Uttar Pradesh
Som là một thị trấn thống kê (census town) của quận Hardoi thuộc bang Uttar Pradesh, Ấn Độ.

## Nhân khẩu
Theo điều tra dân số năm 2001 của Ấn Độ, Som có dân số 3574 người. Phái nam chiếm 54% tổng số dân và phái nữ chiếm 46%. Som có tỷ lệ 52% biết đọc biết viết, thấp hơn tỷ lệ trung bình toàn quốc là 59,5%: tỷ lệ cho phái nam là 65%, và tỷ lệ cho phái nữ là 37%. Tại Som, 17% dân số nhỏ hơn 6 tuổi.